# Ron Johnston
Ron Johnston (*  25. August 1942 in Edmonton, Alberta; † 31. Juli 2024) war ein kanadischer Jazzmusiker (Piano, Komposition).

## Leben und Wirken
Johnston war ein Schüler von Oscar Peterson. 1968 nahm er ein Trioalbum für CBC/Radio-Canada auf. Bis 1976 war er Mitglied der 1970 gegründeten Jazz/Fusion-Septett Pacific Salt, mit dem mehrere Alben entstanden und das vor allem in Westkanada aktiv war. Mit seinen Band-Kollegen Ian McDougall und Oliver Gannon trat er weiterhin als Rio auf. Weiterhin arbeitete er mit Dave Robbins, Fraser MacPherson, Corky Corcoran, Gary Guthman, Karen Young, Paul Horn (Jupiter 8, 1984), Ian McDougall, Sandro Carlo Camerin, Philippe Lapointe, Dylan Cramer, Linton Garner und June Katz. Im Bereich des Jazz war er laut Tom Lord zwischen 1968 und 2019 an 55 Aufnahmesessions beteiligt, zuletzt mit Diana Braithwaite und Chris Whiteley.
Der Pianist ist nicht dem gleichnamigen kanadischen Bassisten zu verwechseln und gilt als einer der besten Jazzmusiker Vancouvers.

## Diskographische Hinweise
- Ron Johnston Trio (CBC, 1968), mit Maurice Stearns, Bill Boyle
- Ron Johnston / Ian McDougall / Oliver Gannon: Three (1976)
- Ron Johnston, Ian McDougall, Oliver Gannon: Rio (Innovation, 1988)
- Remembering Tomorrow (2001)
- Dylan Cramer / Ron Johnston: Blue Prelude (2017)